# Vapore

Il vapore è uno stato fisico della materia, definibile come stato aeriforme a temperatura inferiore alla propria temperatura critica. Nel linguaggio comune, il termine "vapore" è utilizzato come sinonimo di vapore acqueo, anche detto "vapore d'acqua". 

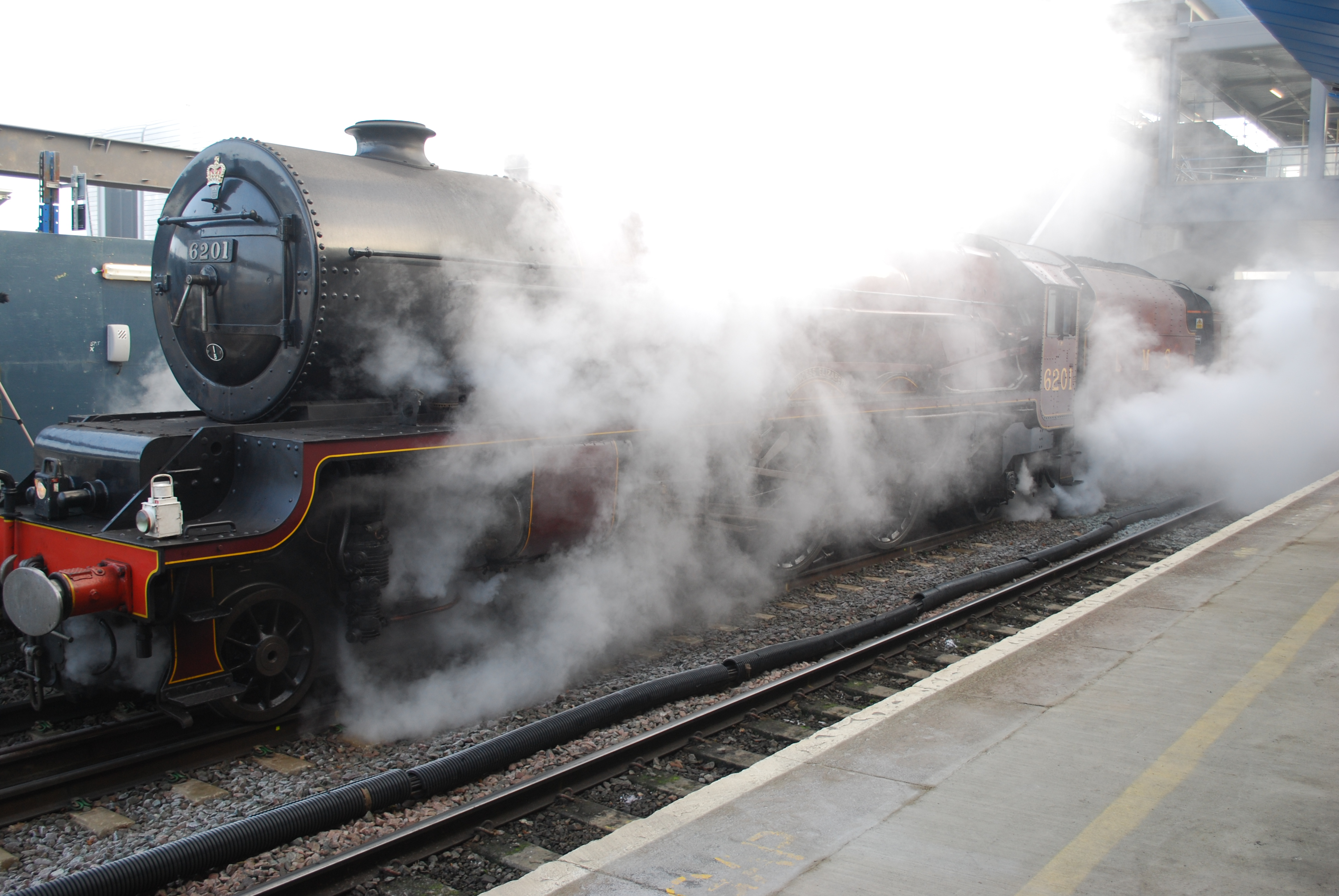
Vapore che fuoriesce da una locomotiva

## Gas e vapore
Dal punto di vista fisico, gas e vapore si distinguono perché il gas non può in alcun modo essere condensato (cioè ridotto allo stato liquido) se non dopo essere stato portato a temperatura inferiore a quella critica. Ad esempio, l'aria può essere compressa sino a migliaia di atmosfere di pressione rimanendo gas; per renderla liquida è necessario che la sua temperatura sia inferiore a circa –150 °C. 

## Vapore saturo e vapore surriscaldato
Un vapore può trovarsi in equilibrio con la fase liquida (ossia alla temperatura di ebollizione della sostanza alle condizioni di pressione date); in tal caso si parla di vapore saturo. Se la temperatura del vapore è superiore a quella di ebollizione, si parla di vapore surriscaldato.